# الیاس هاو
الیاس هاو (انگلیسی: Elias Howe؛ زاده ۹ ژوئیهٔ ۱۸۱۹ درگذشته ۳ اکتبر ۱۸۶۷) یک کارآفرین اهل ایالات متحده آمریکا بود. یکی از اختراعات وی دستگاه چرخ خیاطی می‌باشد.